# Ampelosicyos
Ampelosicyos (лат.) — род растений семейства Тыквенные (Cucurbitaceae), эндемично произрастающий на территории Мадагаскара.

## Ботаническое описание
Представители рода в основном однодомные (возможно, двудомные – Ampelosicyos meridionalis), многолетние растения от травянистых до древесных вьющихся, способных достигать значительных размеров, в том числе вырастая на несколько метров в длину до деревьев. Некоторые из них имеют частично обнаженные клубневые подвои, диаметр которых может превышать 1 м. Листья простые, черешковые, ножчатые, с 3-5 лопастями с продолговато-ланцетными, цельнокрайними или глубоко лопастными листочками. Усики могут быть простыми или двураздельными, длинными, голыми или частично опушенными.
Цветки различного размера, раскрываются ночью и источают легкий приятный аромат, привлекающий бражников. Мужские цветки могут формировать небольшие кисти или быть одиночными, в то время как женские цветки всегда одиночные. Цветоложе-трубка удлиненная и цилиндрическая, на вершине расширенная, достигая длины до 20 см и диаметра у основания 2 мм, на вершине расширяется до 12 мм. Чашелистики 5 треугольно-зубчатых, длиной 1-2 мм. Пять лепестков свободные или ± сросшиеся, длиной до 3 см, ± эллипсоидной формы, от белого до желтоватого цвета, с краем бахромой до 2 см в длину. Тычинки 3 или 5 прикреплены к устью трубки, кончики одноцветных пыльников тройные или круглые. Плод имеет грушевидную или эллипсоидальную форму, от мясистого до волокнистого, длиной 7-15 см, гладкий, нераскрывающийся, желтый с беловатой мякотью. Содержит от 5 до 25 обратнояйцевидных, бобовидных семян длиной до 3 см и шириной до 2 см, богатых маслом. Голова у них бледно-кремового или коричневого цвета, гладкая, без отчетливого края.

## Таксономия
Ampelosicyos Thouars, первое упоминание в Hist. Vég. Îsles Austral. Afriq. : 68 (1808).

### Синонимы[1]
- Delognaea Cogn. (1884)
- Odosicyos Keraudren (1980 publ. 1981)
- Tricyclandra Keraudren (1966)

### Виды
Согласно данным сайта WFO Plantlist на июнь 2023 года, род состоит из 6 видов:
- Ampelosicyos bosseri (Keraudren) H.Schaef. & S.S.Renner
- Ampelosicyos humblotii Jum. & H.Perrier
- Ampelosicyos leandrii (Keraudren) H.Schaef. & S.S.Renner
- Ampelosicyos major Jum. & H.Perrier
- Ampelosicyos meridionalis Keraudren
- Ampelosicyos scandens Thouars